# جسی راترفورد (خواننده)
جسی راترفورد (انگلیسی: Jesse Rutherford؛ زادهٔ ۲۱ اوت ۱۹۹۱) خواننده و بازیگر اهل ایالات متحده آمریکا است.